# Clavus flammulatus
Clavus flammulatus är en snäckart som beskrevs av Pierre Denys de Montfort 1910. Clavus flammulatus ingår i släktet Clavus och familjen Turridae. Inga underarter finns listade i Catalogue of Life.